# Seututie 543
Pour les articles homonymes, voir Route 543.
La route régionale 543 (finnois : Seututie 543) est une route régionale allant du centre de Rautalampi jusqu'à Kerkonkoski à Rautalampi en Finlande,,.

## Présentation
La seututie 543 est une route régionale de Savonie du Nord.

## Parcours
- Rautalampi
  - Village de Rautalampi
  - Heinsuo
  - Canal de Kerkonkoski